# Королівство Великої Британії
Королі́вство Вели́кої Брита́нії (англ. Kingdom of Great Britain), офіційно Велика Британія (Great Britain) — держава, розташована в Західній Європі, що утворилася внаслідок злиття Шотландського королівства і Англійського королівства згідно з Актом про унію 1707 року. Іменувалася так з 1707 по 1800 роки.
Два колишніх королівства раніше перебували в стані особистої унії, починаючи з короля Якова VI Шотландського, що став королем Яковом I Англійським в 1603 р. Однак протягом 1603—1707 Англія і Шотландія мали різні парламенти й уряди. Починаючи з травня 1707 року шотландський парламент був розпущений, і країною керували нові єдині парламент і уряд в Вестмінстері в Лондоні. У лондонський парламент увійшли 16 перів і 45 представників палати громад від Шотландії.
З 1 січня 1801 Велика Британія перетворилася на Сполучене Королівство Великої Британії та Ірландії, яке утворилося внаслідок об'єднання Великої Британії з Ірландією.

## Монархи Великої Британії
- Анна Стюарт (1707—1714), раніше королева Англії, королева Шотландії та королева Ірландії з 1702 року.
- Георг I (1714—1727)
- Георг II (1727—1760)
- Георг III (1760—1801), який продовжив правління королем Сполученого Королівства Великої Британії та Ірландії до 1820 року.

## Кінець правління Анни (1702—1714)
Акт про унію був ненависний численним прихильникам вигнаної династії Стюартів. Користуючись цим настроєм, Яків II Стюарт, претендент на престол, підтриманий значним загоном французів, зробив у березні 1708 р. спробу висадитися на шотландському березі. Висадка не вдалася завдяки пильності британського адмірала Бінга. Після смерті Анни корона перейшла, згідно з актом про спадкування престолу, до курфюрста Ганноверського Георга, сина Софії, внука Якова I.

## Георг I (1714—1727)
Майже відразу після вступу на престол Георг I відправив у відставку міністрів торі і закликав до кабінету вігів в особі Роберта Волпола та Тауншенда. Колишні міністри були віддані під суд за Утрехтський мир, а Болінгброк втік до Французького королівства і вступив на службу до претендента. У цей час граф Мар на чолі 15 000 якобітів підняв прапор повстання в Шотландії, а в грудні 1715 претендент особисто висадився поблизу Абердина і проголосив себе королем під ім'ям Якова III. Але смерть головного покровителя Стюартів, Людовика XIV, так само як незгода між претендентом і Болінгброком, паралізували сили повстання, тоді як британський уряд діяв з рішучістю й енергією, спираючись на підтримку парламенту. Повстанці були розбиті при Шеріфмуірі (Данблейні), і Яків змушений був тікати. Ще менш успішним виявилося і друге повстання 1719.
В 1718—1720 Велика Британія взяла участь у так званому четверному союзі, який був спрямований проти політики іспанського міністра Альбероні. Вона оголосила війну Іспанській імперії і знищила її флот. У 1720 році всередині країни вибухнула фінансова криза

## Георг II (1727—1760)
При Георгові II в стані партій не відбулося ніякої зміни. Віги як і раніше залишалися біля керма правління і виявляли велику миролюбність. Але в 1739, внаслідок посягання на торговельні інтереси британців з боку Іспанської імперії, Волпол примушений був оголосити останній війну, яка, втім, велася обома сторонами досить мляво і з малим успіхом.
В 1742 вона злилася з війною за австрійську спадщину, в якій Велика Британія, як одна з поручительок Прагматичної санкції, прийняла сторону імператриці Марії-Терезії. Спочатку, поки міністром залишався Волпол, допомога Великій Британії обмежувалася тільки субсидіями, але, коли після його відставки державним секретарем став лорд Картерет, заклятий ненависник Французького королівства, останній була офіційно оголошена війна. Британські війська висадилися в Нідерландах, де з ними з'єдналася шістнадцятитисячна армія з гессенців та ганноверців. Георг II особисто прийняв команду над військами і 27 червня 1743 року розбив маршала Адрієна де Ноаля при Деттінгені-на-Майні. 22 лютого 1744 року британський флот знищив французький при Тулоні, але зате 11 травня 1745 року герцог Камберлендський, син короля, зазнав жорстокої поразки при Фонтенуа.
У тому ж 1745 французи намагалися зробити висадку в Шотландії, з сильним флотом, на якому перебував молодший претендент Карл Едуард, онук Якова II, але не мали успіху. Проте в липні 1745 молодий авантюрист вступив на ґрунт Шотландії і підняв там повстання якобітів, яке прийняло тим грізніший характер, що всі британські війська перебували за кордоном. Герцог Камберлендський поспішив із сильним загоном з Нідерландів і 16 квітня 1746 року перемогою при Куллодені поклав кінець заколоту. По Аахенському мирі, укладеним з Королівством Франція 18 жовтня 1748, обидві сторони повернули один одному свої завоювання. Велика Британія домоглася тільки деяких торгових вигод та визнання Георга II з боку Королівства Франція.
На чолі правління все ще залишалися віги, спочатку під керівництвом Пелхема, а потім його брата, герцога Ньюкесла. 1755 року між Великою Британією і Королівством Франція розпалилася війна в Америці через суперечку про кордони. Спочатку британцям не щастило, але з 1756 року, зі вступом у міністерство Вільяма Пітта, який, на противагу королю, що дедалі більше дорожив інтересами Ганновера, переслідував суто національну політику, справи взяли інший оборот. Британці заволоділи в Америці Квебеком і Монреалем, а в Індії — Калькуттою, Суратом і Пондішері. У Семирічній війні Велика Британія була на стороні Королівства Пруссія.

## Георг III (1760—1820)
Смерть Георга II і вступ на престол його онука, Георга III, змінили стан справ. Молодий король перебував у руках свого вихователя і улюбленця Б'юта, і коли 25 жовтня 1761 Пітт вийшов у відставку внаслідок незгоди короля і кабінету на негайне оголошення війни Іспанській імперії, торі уперше після довголітнього проміжку знову вступили в управління справами. Але торійське міністерство незабаром змушене розпочати війну з Іспанією, яка доставила Великій Британії Гавану та Манілу. За умовами Паризького миру 1763 року Гавана і Маніла повернулися Іспанській імперії, але Велика Британія одержала від Французького королівства Канаду, Кейп-Бретон, острови Сент-Вінсент, Домініку, Гренаду та Тобаго, а від Іспанії — Флориду і важливі торговельні права .
Лорд Клайв скористався переворотами в Бенгалії, щоб завоювати для Ост-Індійської компанії три царства: Бенгалію, Біхар і Оріссу. Незліченні багатства потекли тепер в метрополію, надаючи могутній вплив на розвиток громадянських відносин, на промисловість і торгівлю. Але ці приватні збагачення анітрохи не зменшили фінансового розладу, в який держава впала з часу війни. Державний борг зріс до 106 мільйонів; в народі панувало загальне невдоволення Паризьким миром, який дав Великій Британії менше вигод, ніж припускав Пітт. Це невдоволення знайшло собі красномовний вираз в знаменитих « Листах Юніуса», що друкувалися в продовженнях між 1766 та 1771 роками в «Public Advertiser».

### Війна за незалежність США(1775–1783)
При такому положенні справ міністерству Гренвілля, який замінив бездарний кабінет Б'юта, прийшла думка відкрити собі нові джерела доходів в північноамериканських колоніях. Зокрема воно підняло там ввізні мита і в березні 1765 року ввело закон про гербовий збір (Stamp Act). Колонії з обуренням відкинули довільні розпорядження уряду. Коли кілька років тому на ту ж дорогу вступило торійське міністерство Норта, колонії відкрито повстали проти Великої Британії. 4 липня 1776 року конгрес колоній проголосив незалежність 13 штатів. Війна в цей час була вже в повному ходу. Спочатку успіх був на боці британців; але хід справи змінився, коли колонії в 1778 уклали союз з Французьким королівством, яке скористалася цією нагодою, щоб помститися своїй суперниці, і в 1779 році залучила до участі у війні також Іспанську імперію. Понад те, північні морські держави утворили «озброєний нейтралітет» для захисту своїх взаємних торгових інтересів. Лондонський кабінет прийшов у таке роздратування, що оголосив війну Голландії за її намір приєднатися до союзу північних держав. Але попри великі грошові ресурси Великої Британії, вона не могла довго триматися проти цього союзу. 30 листопада 1782 був підписаний окремий мир із колоніями, за якими була визнана повна незалежність, а у вересні 1783 укладений загальний мир у Версалі. Велика Британія повинна була повернути Іспанії Флориду та Мінорку, а Голландії — Суматру.

### Ірландські реформи (1778—1783)
До кінця XVIII століття протестанти-парламентарі в Ірландії стали виступати за справедливіші відносини між Великою Британією та Ірландією. Даремно британський кабінет намагався заспокоїти бурю деякими торговими пільгами; в 1782 р. британський парламент змушений був скасувати закони 1720 р. («the Sixth of George I»), що підпорядковував ірландський парламент постановам британського. Разом з тим була обмежена влада намісника, що додало Ірландії велику політичну самостійність. Іншого роду заворушення потрясли Велику Британію. Прийняті парламентом в 1778 році заходи щодо католиків, в яких народ побачив небезпеку для протестантської релігії, викликали в Лондоні обурення черні; неспокійні елементи заворушилися і в Шотландії. Паризький мирний договір посилив незадоволення. Зважаючи на сильну опозицію, що піднялася в парламенті, відданий королю уряд Шелберн пішов у відставку, і його місце зайняло коаліційне міністерство Фокса (вождя вігів) і Норта. Цей неприродний союз між двома державними людьми настільки протилежного напряму думок зустрів рішучого противника в самому королі, який поставив на чолі управління знаменитого Вільяма Пітта молодшого.

### Колонії і політичний розвиток (1784—1792)
Пітт, ставши прем'єром, перш за все звернув увагу на стан справ в Індії. Війна з маратхськими правителями і війни з Майсораським раджею Гайдар-Алі і його наступником Тіпу-Султаном, що спалахнула під час північноамериканського повстання, були благополучно завершені, і майсорці повинні були повернути всі свої завоювання. Ост-Індійська компанія, яка потрапила внаслідок війни у величезні борги, змушена була підкоритися постанові парламенту від 1784 року, який заснував над її директорами та акціонерами наглядове відомство (контрольне управління у справах Індії) з шести осіб, що призначаються королем. За нове повстання 1789 року Тіпу-Султан поплатився половиною своїх володінь і важкою військовою контрибуцією. У цьому, так само як у відкриттях Кука в Австралії, що мали своїм наслідком заснування нових колоній в Новому Південному Уельсі, Велика Британія знайшла собі певну компенсацію за втрати в Північній Америці.
У самому парламенті опозиція вігів, керована такими талантами, як Едмунд Берк та Фокс, задумала цілий ряд ліберальних політичних реформ. Її благим намірам несподівано покладений був кінець Французької революцією, яка змусила заможні класи забути свої колишні чвари і тісніше зімкнутися навколо уряду. У старій партії вігів відбувся глибокий розкол: більш ніж помірковані члени її під проводом Берка відділилися від своїх однодумців і шукали зближення з торі. Партія Фокса розтанула і втратила будь-який вплив на справи.

### Французькі революційні війни (1792—1797)
У грудні 1792 року, після захоплення Бельгії Французькою республікою в ході Французьких революційних війн, Велика Британія зважилася відмовитися від свого нейтралітету. Сигналом до вибуху стала страта Людовика XVI. Негайно після отримання цієї звістки французький посол був висланий з Лондона, а Конвент відповів на це 1 лютого 1793 року оголошенням війни Великій Британії і Нідерландам, а 7 березня — і Іспанській імперії. У той час як на материку перемога скрізь залишалася за французами, Велика Британія тріумфувала на морі. Вона майже зовсім витіснила французів з Ост- і Вест-Індії і відняла у Батавської республіки її ост-індійські володіння, мис Доброї Надії тощо. Для придушення внутрішніх заворушень парламент дозволив міністерству призупинити дію Habeas Corpus і прийняв багато інших виняткових законів.
Після Кампо-Формійського договору 1797 року Велика Британія залишилася державою, що продовжувала війну з Французькою республікою. До війни додалися внутрішні негаразди. Серед матросів Флоту Каналу спалахнув бунт; народ страждав від дорожнечі й голоду, Англійський банк призупинив розмін банківських білетів.

### Ірландське повстання і приєднання Ірландії (1798—1800)
Хоча перемога Нельсона при Абукирі дещо заспокоїла страх, навіяний французькою експедицією в Єгипетський еялет, але саме в цей час збуджений стан умів у нещасній Ірландії змушував побоюватися всього найгіршого. Вже здавна в цій країні існував величезний католицький союз «з'єднаних ірландців» (United Irishmen), який прагнув за допомогою Французької республіки до повалення британського панування. Після декількох невдалих французьких експедицій до берегів Ірландії уряд вирішив обеззброїти союз і покарати його ватажків. Цей крок викликав криваву міжусобну війну (повстання 1798 р.), що тривала кілька місяців.
Щоб остаточно прикувати Ірландію до Великої Британії, Пітт запропонував в 1799 р. білль про злиття ірландського парламенту з британським, і хоча цей білль спочатку був відкинутий ірландцями, але на наступний рік уряду вдалося провести його за допомогою підкупленої більшості. За новим законом 28 ірландських лордів, разом з 4 єпископами, повинні були засідати у верхній, а 100 ірландських депутатів — у нижній палаті. Обидві держави були зрівняні в правах, утворивши Сполучене королівство Великої Британії та Ірландії за Актом про унію 1800. Насправді сім восьмих ірландського населення, як католики, як і раніше залишалися позбавленими всяких політичних прав. У наш час якщо з якої-небудь причини туристу відмовлено у в'їзді в країну, його зобов'язані письмово сповістити про причини відмови, можливості оскарження рішення і країні, куди іноземний громадянин може бути висланий.

## Нотатки
1. ↑  Не було затвердженої версії національного гімну, оскільки слова були традицією; зазвичай співався тільки перший куплет[1]. Не було прийнято жодного статуту, який призначив би "Боже, бережи короля" офіційним гімном. В англійській традиції такі закони не потрібні; проголошення та використання достатньо, щоб зробити його національним гімном. "Боже, бережи короля" також служив королівським гімном[en] для деяких королівських колоній. Слова Король, він, йому, його були замінені на Королева, вона, її, коли монархом була жінка.